# Disastro minerario di Zasjad'ko del 2007
Il disastro minerario di Zasjad'ko (in ucraino Аварія на шахті імені Засядька?, Avarija na šachti imeni Zasjad'ka; lett. "incidente della miniera Zasjad'ko") è stato un incidente avvenuto nella miniera di carbone Zasjad'ko, a poca distanza dalla città ucraina di Donec'k, causato dall'esplosione di un deposito sotterraneo di metano.
L'incidente ha causato 101 morti e circa 40 feriti, diventando la prima catastrofe per numero di morti in Ucraina.

## Antefatto
La miniera di carbone Zasjad'ko è situata nella periferia della città ucraina di Donec'k, capoluogo dell'omonima oblast' e dell'omonimo distretto, ed è considerata una delle miniere più pericolose al mondo a causa dei bassi standard di sicurezza e dei continui incidenti, dovuti perlopiù ad esplosioni sotterranee di metano.
Tra il 1999 e il 2007 altri quattro incidenti hanno provocato la morte di 148 minatori in totale e più di un centinaio di feriti.

## Il disastro
Alle 3:11 del mattino circa (UTC+3) un'esplosione provocata da un deposito di gas metano, situato a più di un chilometro di profondità, ha causato un crollo nella miniera, intrappolando circa un centinaio di operai dei 457 presenti nel complesso in quel momento.

## Conseguenze
Il 19 novembre 2007 il presidente ucraino Viktor Juščenko ha firmato un decreto per richiedere al gabinetto ucraino: lo stanziamento di fondi sia per l'assistenza e il risarcimento alle famiglie delle vittime che per la messa in sicurezza della miniera, un'indagine sulle cause dell'incidente e di garantire l'adozione di nuove misure di prevenzione degli incidenti sul lavoro.
Le famiglie dei minatori deceduti hanno ricevuto dal governo circa 100 000 grivnie ucraine (circa 3 760 euro).